# Donald Edward Osterbrock
Donald Edward Osterbrock (Cincinnati, 13 luglio 1924 – Santa Cruz, 11 gennaio 2007) è stato un astronomo statunitense conosciuto per il proprio lavoro sulla Formazione stellare e sulla storia dell'astronomia.
Muore di infarto l'11 gennaio 2007 a Santa Cruz, California.

## Onorificenze
- Medaglia d'Oro della Royal Astronomical Society (1997)[1]
- Henry Norris Russell Lectureship, della American Astronomical Society (1991)
- Medaglia Bruce, (1991)

L'asteroide 6107 Osterbrock è stato nominato così in suo onore.